# Чарыды
Чарыды — покинутый аул в Чеберлоевском районе Чеченской Республики.

## География
Аул расположен на правом берегу реки Шароаргун, к юго-востоку от районного центра Шаро-Аргун.
Ближайшие населённые пункты и развалины покинутых аулов: на северо-западе — бывший аул Циндой и село Дай, на северо-востоке — бывшие аулы Чубах-Кенерой, Монахой и Инкот, на юго-западе — бывший аул Кенсо (Шаройский район), на юго-востоке — бывший аул Басхой.

## История
В 1944 году коренное население Чечено-Ингушетии было выселено. После восстановления Чечено-Ингушской АССР чеченцам было запрещено возвращаться в свои исконные горные районы, в том числе в Галанчожский, Шатойский и Итум-Калинский.